# Bystra-Sidzina (gemeente)
De gemeente Bystra-Sidzina is een landgemeente in het Poolse woiwodschap Klein-Polen, in powiat Suski.
Er zijn 2 dorpen: Bystra en Sidzina. De gemeente zetel is in Bystra.
Op 30 juni 2004 telde de gemeente 6372 inwoners.

## Oppervlakte gegevens
In 2002 bedroeg de totale oppervlakte van gemeente Bystra-Sidzina 80,43 km², waarvan:
- agrarisch gebied: 40%
- bossen: 55%

De gemeente beslaat 11,73% van de totale oppervlakte van de powiat.

## Demografie
Stand op 30 juni 2004:
| Omschrijving                   | Totaal | Totaal | Vrouwen | Vrouwen | Mannen | Mannen |
| ------------------------------ | ------ | ------ | ------- | ------- | ------ | ------ |
| eenheid                        | aantal | %      | aantal  | %       | aantal | %      |
| inwoners                       | 6372   | 100    | 3116    | 48,9    | 3256   | 51,1   |
| bevolkingsdichtheid (inw./km²) | 79,2   | 79,2   | 38,7    | 38,7    | 40,5   | 40,5   |

In 2002 bedroeg het gemiddelde inkomen per inwoner 1284,57 zł.

## Aangrenzende gemeenten
Jordanów, Jordanów, Jabłonka, Maków Podhalański, Spytkowice, Zawoja